# Station Velaine
Station Velaine is een voormalige spoorweghalte langs spoorlijn 154 in Velaine, een buurt van Jambes in de gemeente Namen.

## Aantal instappende reizigers
De grafiek en tabel geven het gemiddeld aantal instappende reizigers weer op een week-, zater- en zondag.
| Tabel: aantal instappende reizigers station Velaine | Tabel: aantal instappende reizigers station Velaine | Tabel: aantal instappende reizigers station Velaine | Tabel: aantal instappende reizigers station Velaine |
|                                                     | Weekdag                                             | Zaterdag                                            | Zondag                                              |
| --------------------------------------------------- | --------------------------------------------------- | --------------------------------------------------- | --------------------------------------------------- |
| 1977                                                | 45                                                  | 9                                                   | 15                                                  |
| 1978                                                | 52                                                  | 15                                                  | 16                                                  |
| 1979                                                | 51                                                  | 13                                                  | 9                                                   |
| 1980                                                | 46                                                  | 20                                                  | 9                                                   |
| 1981                                                | 43                                                  | 12                                                  | 12                                                  |
| 1982                                                | 54                                                  | 8                                                   | 15                                                  |
| 1983                                                | 62                                                  | 11                                                  | 6                                                   |

Beez ·
Dave-Nord ·
Dave-Saint-Martin ·
Faubourg-Saint-Nicolas ·
Flawinne ·
Jambes ·
Jambes-Est ·
Marche-les-Dames ·
Namen ·
Naninne ·
Ronet ·
Velaine
0,0: Namen ·
3,0: Jambes ·
4,8: Velaine ·
7,6: Dave-Nord ·
10,8: Tailfer ·
12,8: Profondeville ·
14,0: Lustin ·
17,0: Godinne ·
20,1: Yvoir ·
21,8: Houx ·
25,8: Bouvignes-sur-Meuse ·
28,0: Dinant ·
29,5: Neffe ·
36,4: Waulsort ·
36,4: Waulsort-Dorp ·
41,8: Hastière ·
44,2: Hermeton-sur-Meuse ·
46,1: Heer-Agimont